# Denel Rooivalk
Denel Rooivalk (af. czerwona pustułka) – śmigłowiec szturmowy opracowany przez południowoafrykańską firmę Atlas, obecnie część koncernu Denel. Jest to pierwszy śmigłowiec opracowany i wyprodukowany całkowicie w RPA. Wyprodukowano 12 egzemplarzy.

## Historia

### Geneza
Z powodu embarga na dostawy broni do RPA, władze tego kraju pod koniec lat 70 podjęły decyzję o samodzielnym opracowaniu śmigłowca szturmowego. Potrzeba posiadania tego rodzaju broni wynikała z doświadczeń wojny w Angoli. Podczas toczącego się konfliktu w tzw. wojnie granicznej, sprzymierzone z Ludowym Ruchem Wyzwolenia Angoli kubańskie wojsko zaczęło zdobywać przewagę w broni pancernej nad południowoafrykańskimi siłami. RPA nie dysponowała klasycznymi samolotami szturmowymi zdolnymi do efektywnej walki z kubańskimi czołgami a szansa na pozyskanie takich maszyn z zagranicy była minimalna z powodu embarga na dostawy broni. Opracowany samodzielnie przez południowoafrykański przemysł samolot Atlas Cheetah był maszyną myśliwską i rozpoznawczą, nie nadającą się do klasycznych operacji przeciwpancernych i wsparcia własnych jednostek naziemnych. W zaistniałej sytuacji podjęto decyzję o budowie śmigłowca szturmowego, zdolnego do walki z jednostkami opancerzonymi, zwalczanie siły żywej, prowadzenia działań rozpoznawczych i bliskiego wsparcia. Śmigłowiec miał również charakteryzować się prostotą budowy i obsługi oraz być odpornym na trudy eksploatacji w afrykańskim terenie. 

### Projekt
Prace projektowe nowej maszyny rozpoczęły się w 1984 roku. Biorąc pod uwagę ograniczenia techniczne w jakich musiał funkcjonować południowoafrykański przemysł, wstępny projekt oparto na powszechnie używanym w RPA śmigłowicu Aérospatiale Alouette III. Zmieniono kształt kadłuba, montując fotele pilota i operatora uzbrojenia w układzie tandem. Zmieniono podwozie z trójkołowego z przednim podparciem na podwozie z kółkiem tylnym. Bez zmian pozostawiono jednostkę napędową, układ przeniesienia napędu i układ nośny. Nowa maszyna miała być jedynie sprawdzianem możliwości wytwórni, zastosowanych rozwiązań konstrukcyjnych i technologii w produkcji docelowego śmigłowca. Efektem prac był demonstrator Atlas XH-1 Alpha, który 3 lutego 1985 roku po raz pierwszy wzbił się w powietrze. Przeprowadzone badania w locie były na tyle obiecujące, iż podjęto decyzję o prowadzeniu dalszych prac, których efektem miał już być docelowy śmigłowiec. Podstawą do opracowania nowej konstrukcji był francuski śmigłowiec Aérospatiale Puma, którego montaż w RPA odbywał się w firmie Atlas Aircraft Corporation. Była to maszyna większa i cięższa od Alouette III, dająca tym samym możliwość zwiększenia masy przenoszonego ładunku użytecznego. Znaczenie przy wyborze tego śmigłowca miał również fakt, iż producent miał już doświadczenie z pracami modernizacyjnymi Pumy a ich efektem był śmigłowiec Atlas Oryx. W 1987 roku Atlas wybudował dwie konstrukcje doświadczalne na bazie Pumy oznaczone jako XTP-1. Obydwie maszyny posłużyły do testów jednostek napędowych, układu przekładni, wirników, sterowania, systemów awioniki i obserwacji oraz uzbrojenia. 
Tymczasem na początku lat 90. XX wieku, w wyniku narastającej presji przeciwko polityce segregacji rasowej, prezydent Frederik Willem de Klerk zainicjował zmiany mającą na celu zakończenie panującego w RPA systemu apartheidu. W 1990 roku uwolniono Nelsona Mandele i zalegalizowania wcześniej zakazane partię polityczne: Afrykańskiego Kongresu Narodowego (ANC), Kongresu Panafrykańskiego (PAC) i Południowoafrykańskiej Partii Komunistycznej (SACP). Zmiany doprowadziły do pierwszych wolnych wyborów w 1994 roku. Z drugiej strony, wraz z upadkiem Związku Radzieckiego, zakończyło się jego wsparcie i krajów z nim sprzymierzonych dla ruchów lewicowych i wyzwoleńczych. Tym samym pod znakiem zapytania stanęła dalsza potrzeba posiadania wysoce wyspecjalizowanego śmigłowca szturmowego. 
Dostawy seryjnych śmigłowców AH-2 Rooivalk rozpoczęły się w 1999. Wyprodukowano 12 egzemplarzy, jednak w 2005 tylko 6 osiągnęło pełną gotowość operacyjną, pozostałe poddawano modernizacji obejmującej m.in. awionikę, która miała się zakończyć w 2008 r..